# Calle Bilbao La Vieja
La  Calle Bilbao La Vieja es una calle ubicada en el barrio de Bilbao La Vieja, en el municipio de Bilbao, territorio histórico de Vizcaya. 

## Ubicación
Empieza en la calle Urazurrutia y su acera izquierda termina en la plaza Tres Pilares, mientras que su acera derecha termina en la Calle Martzana. La calle Bilbao La Vieja pertenece al distrito de Ibaiondo (distrito 5).

## Contexto
Al hablar de esta calle no queda más remedio que hablar de los orígenes de la villa de Bilbao, cuyo nombre emanó, según Esteban de Garibay, “de otra antiquísima población pequeña que está allende del río, con una casa llamada también Bilbao, que a diferencia de ésta nueva, vino después aquella a cognominarse vieja, como hoy le llaman, nombrándola Bilbao La Vieja". En este barrio se encontraba la casa-torre del linaje Bilbao La Vieja, cuyos restos fueron demolidos en 1915 con el avance de la explotación de la mina San Luis.Cuando se funda Bilbao Don Diego López de Haro funda "nueva villa", dando a entender que ya existía una población en este punto de la orilla izquierda del Ibaizabal, enclave de Bilbao en tierras de la Anteiglesia de Abando. Este enclave no abarcaría más allá del inicio de Urazurrutia y el arranque de la calle Bilbao La Vieja actuales,y su objetivo sería controlar un espacio cercano al puente para el portazgo o cobro de impuestos. El resto de la zona se incorporó a Bilbao en 1870, al anexionarse parte de Abando.

## Historia
El origen de la calle va a la par con el paso de los caminos de Castilla que confluían en el puente de San Antón. Si por el lado izquierdo del puente llegaba a Bilbao el camino de Orduña, por el lado derecho comenzaba el camino hacia Balmaseda por la calle Bilbao La Vieja, para continuar por la calle Concepción, o por la calle San Francisco, cuando se construyó el nuevo camino. Limitado por un lado por el coto minero de Miribilla y por la ría por el otro, en este lado del Ibaizabal estaban las huertas y se desarrollaban actividades de pesca, producción de material necesario para la actividad naval y oficios relacionados con el mineral de hierro, que se extraía en el propio barrio. Hasta el siglo XVIII a este arrabal se le conocía como Allende la Puente o Allende el Agua. El nombre de Bilbao La Vieja es relativamente reciente y tiende a nombrar el área de ocupación más antiguo.En 1900 sus vecinos pidieron al Ayuntamiento que su nombre fuera cambiado por el de Calle Principal, petición que fue denegada.

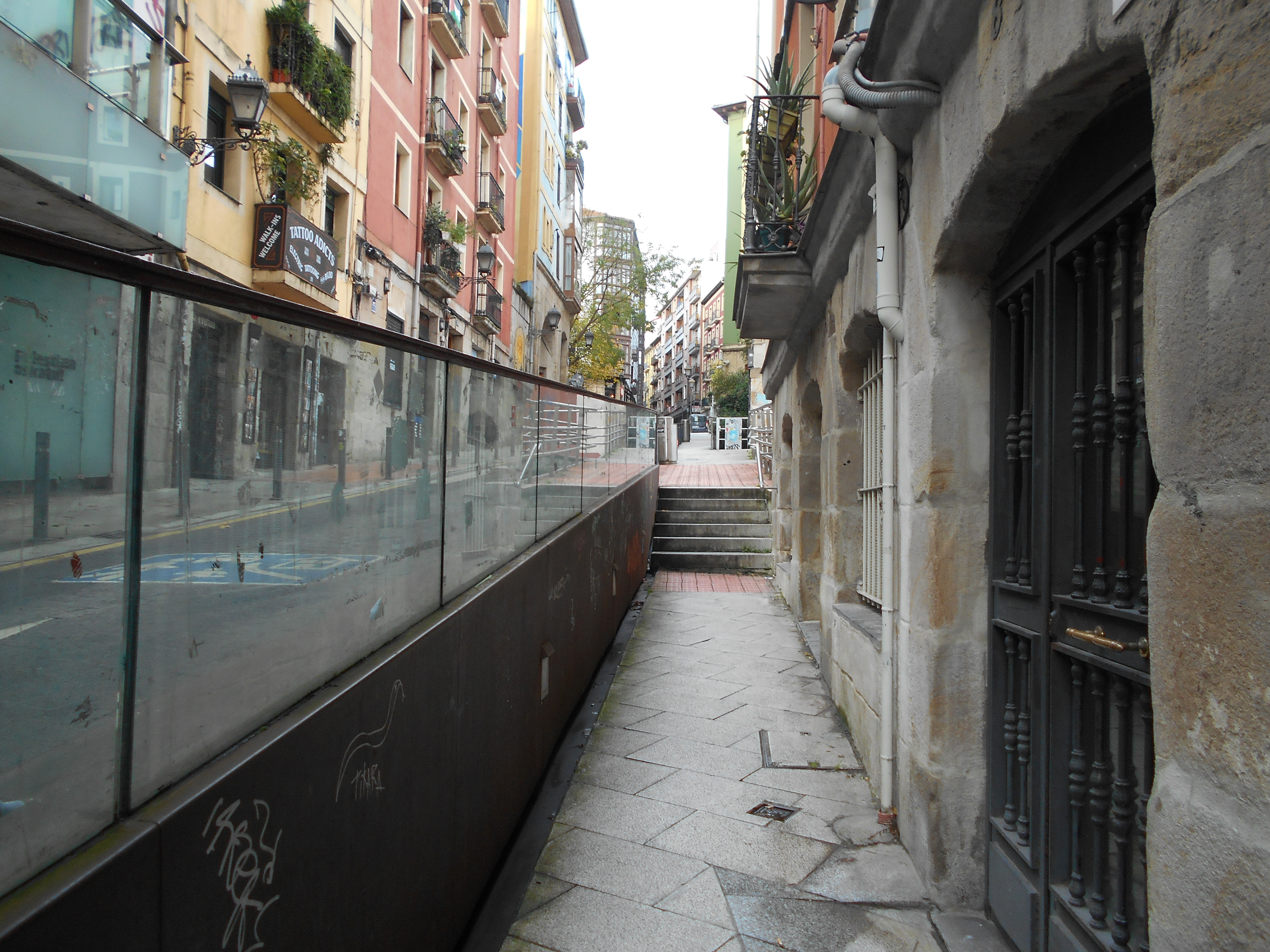
Trinchera en la acera derecha

## Desnivel de la calle
El desnivel de la calle o camino de Bilbao La Vieja era en extremo pronunciado. Aun a día de hoy el portal número 8 se encuentra situado en una trinchera, un metro por debajo de la cota de la calle, fruto de los rellenos que fue necesario efectuar para suavizar la pendiente. Para corregir este problema se encargó al antiguo arquitecto municipal Antonio de Goycoechea un proyecto con un alto presupuesto. Con todo, el paso de los carros por este lugar seguía siendo peligroso y el ayuntamiento de Bilbao prohibió su circulación en 1855.
En 1863 la entonces directora del almacén de lanas Francisca Labroche, viuda de Máximo Aguirre, solicitó que se estudiase la posibilidad de realizar unas obras que suavizasen la excesiva pendiente de la calle, con el fin de sacar de su aislamiento a los almacenes. Para ello presentó un proyecto y un plano redactados por Rodrigo de Orbegozo. En los planos presentados se puede ver la situación topográfica de la zona, desde el final del puente viejo hasta la actual plaza Tres Pilares, la nueva alineación proyectada para los edificios y la caja del nuevo camino resultante, así como el alzado de los edificios de la calle señalando el terraplén que debía realizarse para suavizar la cuesta.
La construcción del nuevo puente de San Anton generó una nueva alineación en 1876. Finalizada esta obra, en 1877, la excesiva pendiente siguió dando problemas, ante los que el alcalde de Bilbao e ingeniero Pablo Alzola redactó un informe con diferentes alternativas, que tenían como objeto suavizar la pendiente, que entonces tenía un 14% de desnivel. Se desecharon alternativas que suponían la inutilización de los pisos bajos de 15 casas y se optó por una que redujo la pendiente a un 8.25%.

## Almacén de lanas
En 1816 Benito Felipe de Gaminde adquiere unos terrenos para dedicarlos a almacén de lanas, con proyecto de construcción del arquitecto Agustín de Humaran. En 1821 Gaminde junto con sus socios solicita permiso para prolongar el conocido como almacén de la Estiba hasta el puente de San Anton con un proyecto de Antonio de Echebarria.En 1824 fue utilizado para acantonar a las tropas francesas en la invasión militar protagonizada por los llamados Cien Mil Hijos de San Luis.En la primera guerra Carlista, en 1837, también fue ocupado por tropas y posteriormente convertido en hospital militar.
En 1866 el entonces propietario Nicolás de Achúcarro, solicitó autorización para la ejecución de obras de construcción de dos casas en una parte del edificio. Estos fueron los primeros pasos para la reconversión del almacén en edificio de viviendas. Este cambio de uso fue llevado a cabo por sus herederos, en las siguientes décadas tras el segundo sitio de Bilbao, época en la que el edificio volvió a tener uso militar, convirtiendo en residencial la acera derecha de la calle.
El edificio también tuvo usos sociales:

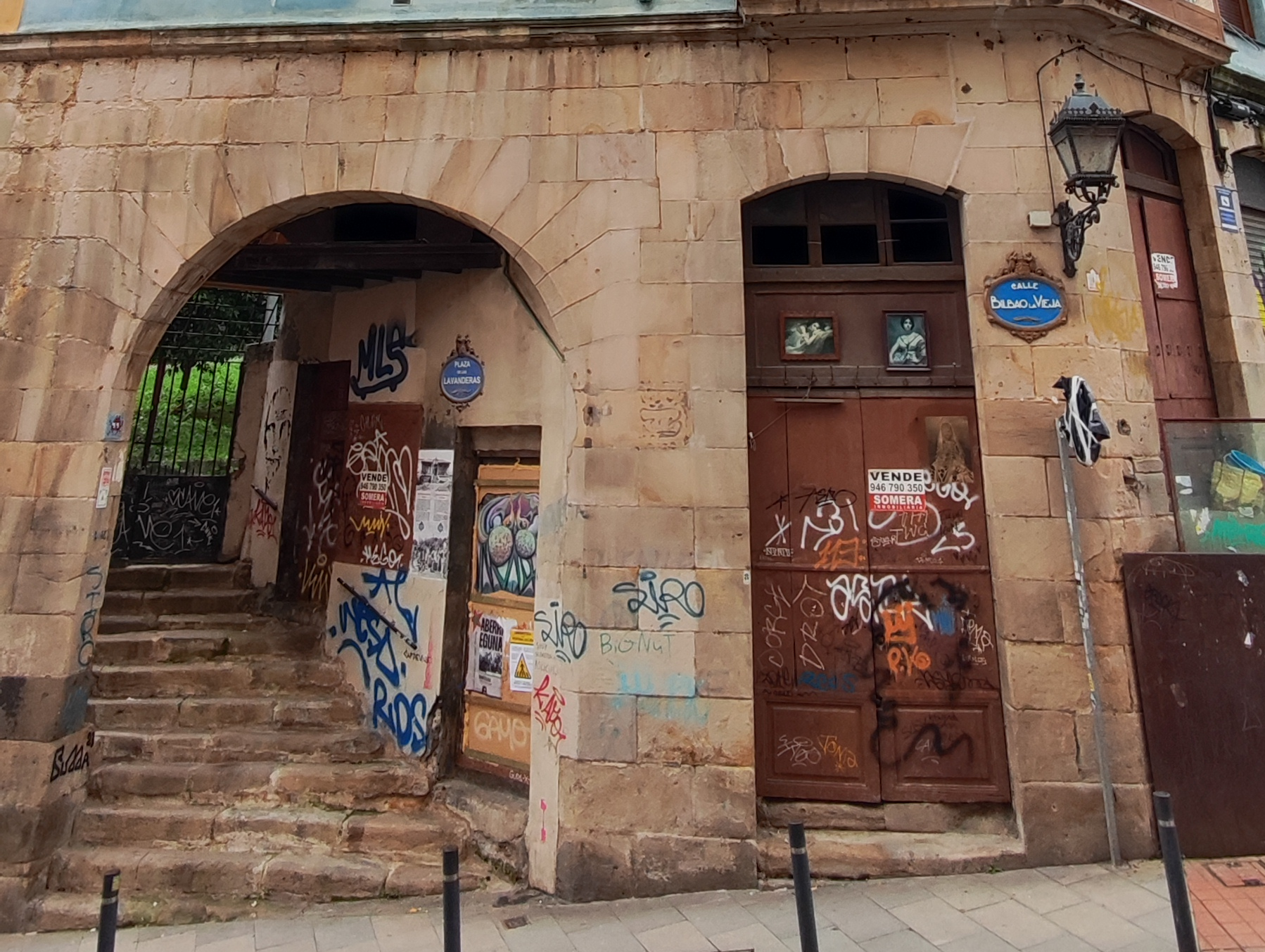
Escaleras al lavadero

### Lavadero
- Hubo un lavadero en el piso bajo del almacén, pero se eliminó cuando los herederos de Achúcarro lo reedificaron en 1878.[16]Posteriormente, en el año 1889, el arquitecto municipal Edesio Garamendi proyectó un nuevo lavadero que fue construido en los Tres Pilares, con entrada por Bilbao La Vieja.[17]

### Beneficencia
- La beneficencia domiciliaria estuvo situada en el almacén de Lanas y repartía diariamente los socorros entre la población censada como “pobre”. Repartía ropa, carbón y alimentos, pero a partir de 1880 fue trasladada a los bajos de las escuelas de Marzana.[18]

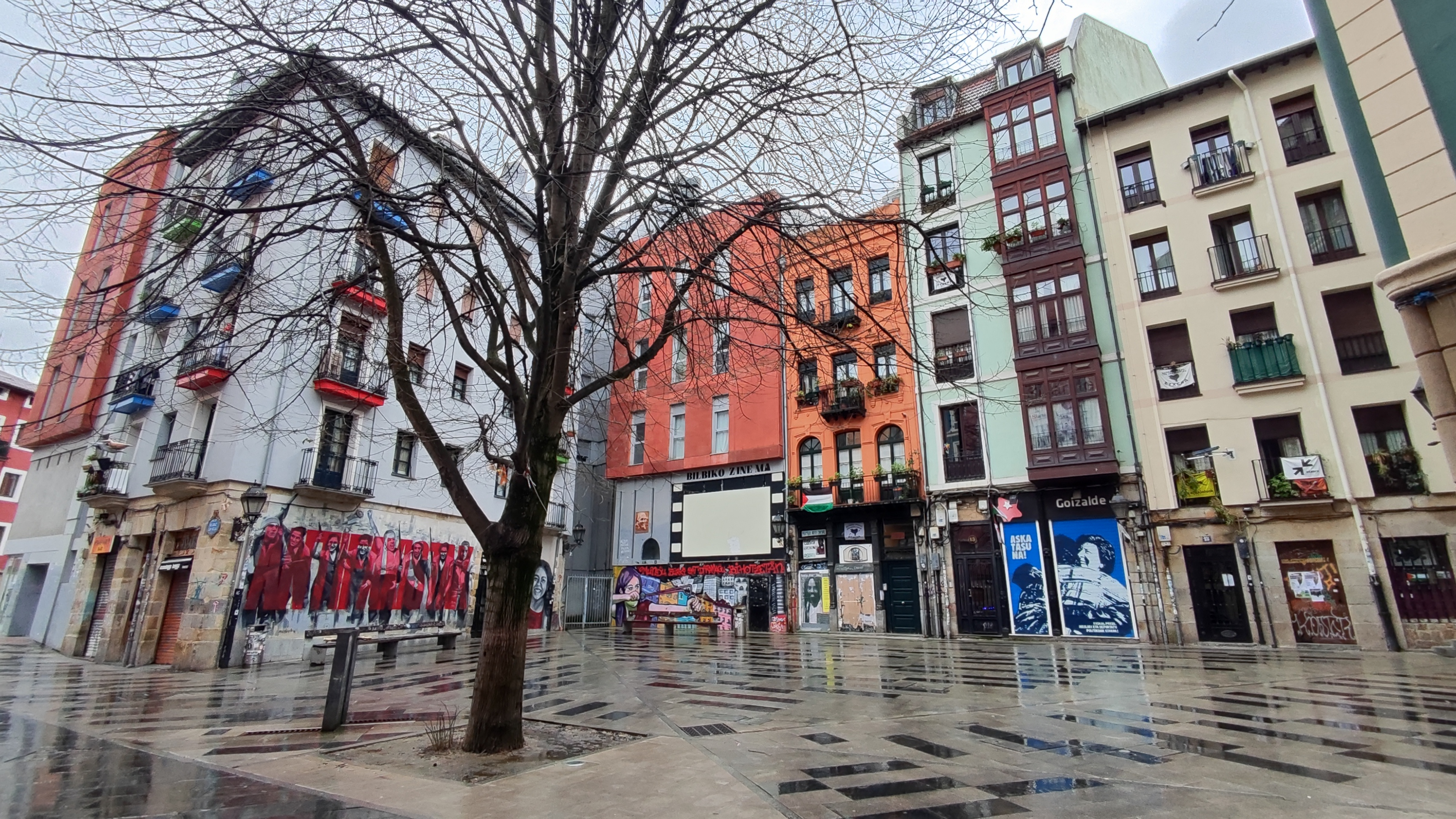
La plaza en el siglo XXI

## Plaza
La plaza o plazuela de Bilbao La Vieja no tiene reconocimiento oficial como tal en el nomenclátor municipal, a pesar de su forma y configuración. Oficialmente es un simple tramo de la calle. Esto no impide que históricamente haya sido considerada, y nombrada, como tal. En ella se celebraron incluso mercados de ganado.Al fondo de la plaza están las escaleras donde tiene su arranque la calle Cantarranas.

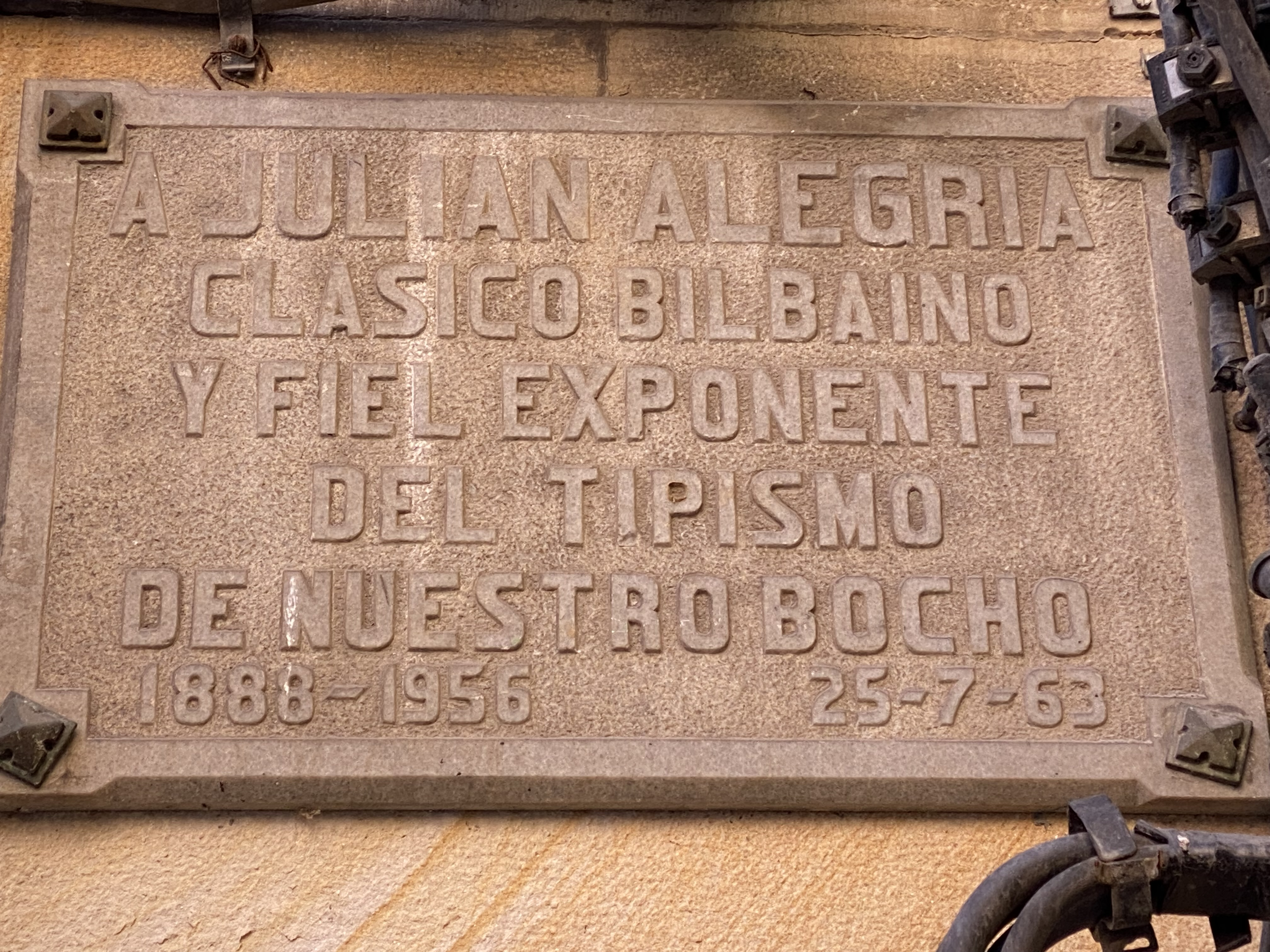
Placa a Julián Alegría en Bilbao La Vieja 19

## Julián Alegría
En el portal 19 de la calle nació Julián Alegría (Julián Ruiz de Alegría Pérez, 1888-1956), autor de "Humorada Chimberiana. Carnavalescas", edición en varios tomos donde recopiló canciones populares bilbaínas en castellano, conocidas como bilbainadas, además de "Semblanzas de tipos populares", libro donde recogió historias y anécdotas de personajes populares de Bilbao.

## Obras del siglo XXI

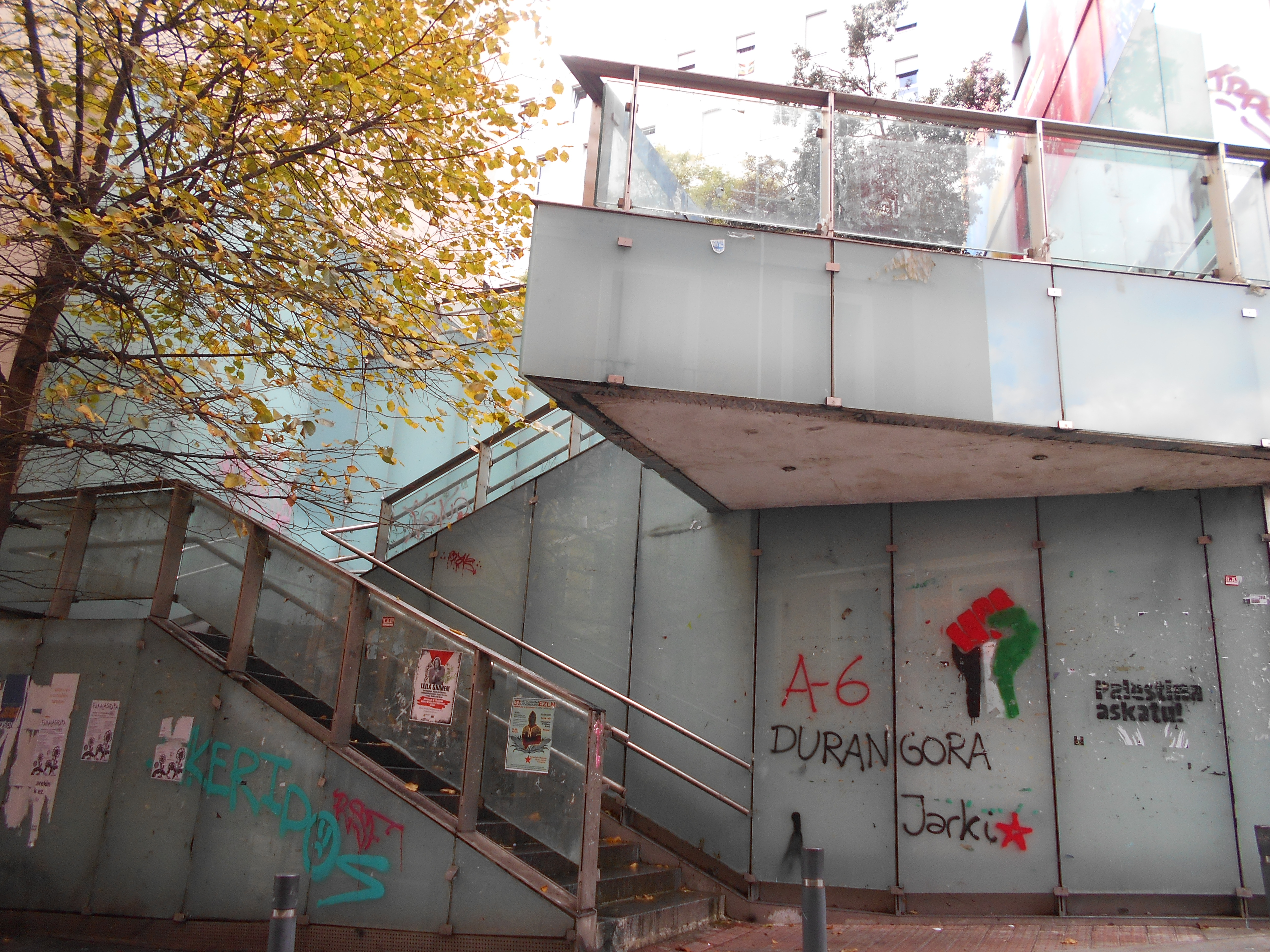
Nuevas escaleras a Cantarranas

En una segunda fase de la urbanización de calles del barrio, en el año 2008, el edificio situado en el lado izquierdo de la plaza fue derribado y reemplazado por un edificio de viviendas de nueva construcción. Como resultado de este y otros cambios urbanísticos la acera de los impares pasa del portal número 3 al 11, sin existir ningún portal intermedio. También SURBISA intervino en Bilbao la Vieja con la renovación de saneamiento, electricidad y telecomunicaciones. Además, el diseño de la plaza fue renovado y se convirtió el solar del portal 27 en una escalera de acceso a la extensión de la calle Cantarranas, en la parte trasera de los nuevos edificios de Tres Pilares. En ese momento se plantó el gran tilo que hoy está en la plaza.

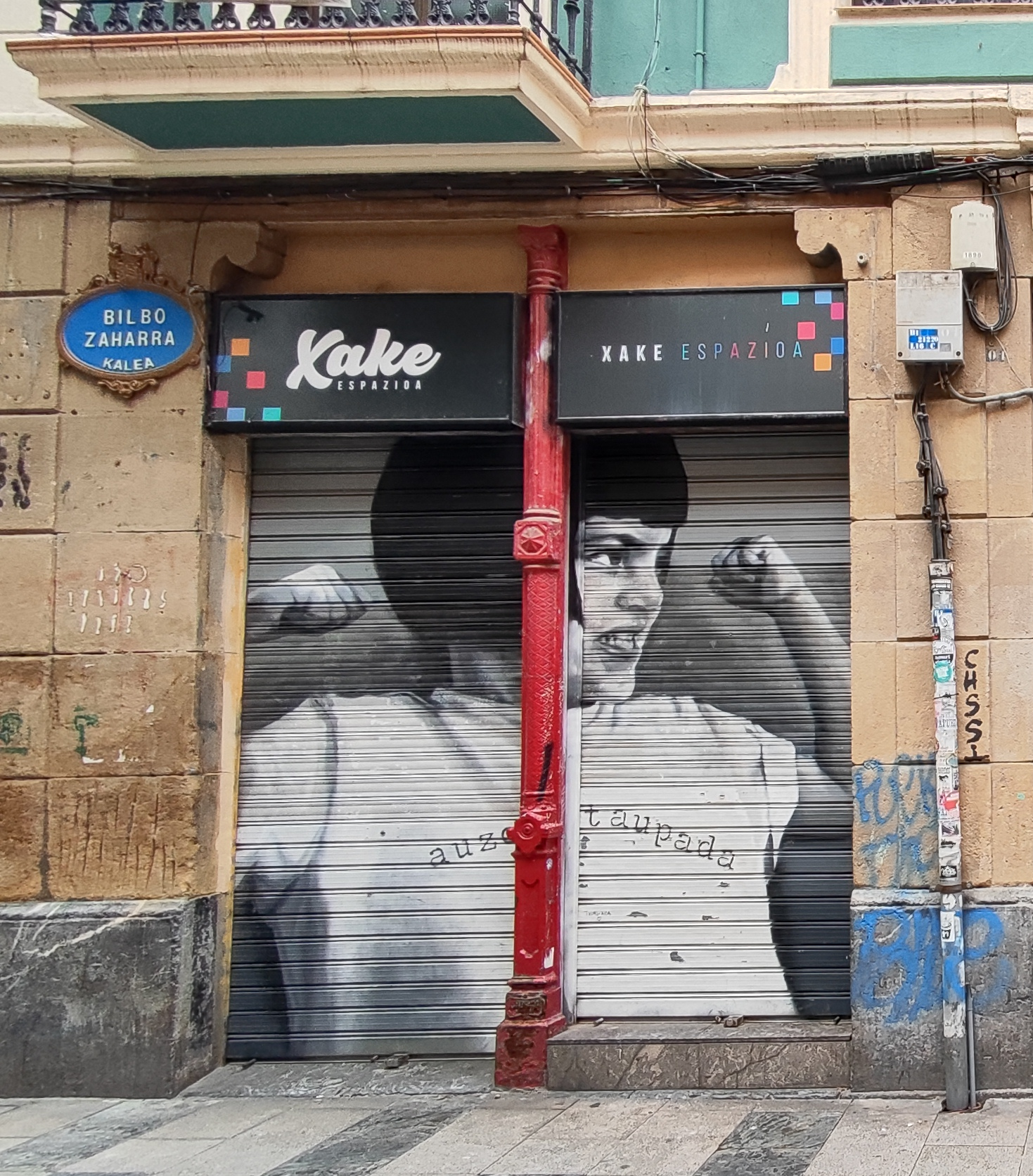
Espacio Xake

## Mundo asociativo
Es esta una zona con una gran tradición de asociacionismo vecinal y fuerte implantación de movimientos sociales ciudadanos, y en la calle se encuentran los locales de diferentes asociaciones socioculturales como Xake Espazioa o Goizalde.